# Merville Communal Cemetery Extension
Merville Communal Cemetery Extension is een Britse militaire begraafplaats met gesneuvelden uit beide wereldoorlogen, gelegen in de Franse gemeente Meregem in het Noorderdepartement. De begraafplaats ligt in het oosten van het stadscentrum en is een militaire uitbreiding van de gemeentelijke begraafplaats van Meregem. De uitbreiding (Extension) werd ontworpen door Herbert Baker en wordt onderhouden door de Commonwealth War Graves Commission. Centraal aan de oostkant staat de Stone of Remembrance, aan de zuidkant het Cross of Sacrifice.
Er worden 1.025 doden herdacht. Bij de Britse gesneuvelden uit de Eerste Wereldoorlog zijn er 345 die niet meer geïdentificeerd konden worden. Bij de 92 Britten uit de Tweede Wereldoorlog zijn er 18 niet geïdentificeerde. Ook op de oorspronkelijke gemeentelijke begraafplaats bevinden zich militaire perken met meer dan 1.200 gesneuvelden.

## Geschiedenis
In de Eerste Wereldoorlog werd begin oktober 1914 in Meregem gevochten tussen de Fransen en Britten aan de ene kant, en de Duitsers aan de andere kant. De stad bleef in geallieerde handen en fungeerde als logement- en hospitaalplaats achter het front. Verschillende veldhospitalen waren hier in de loop van de oorlog gelegerd. Franse en Britse troepen begroeven al in oktober 1914 hun gesneuvelden op de gemeentelijke begraafplaats. Vanaf augustus 1916 startte men met de uitbreiding (Merville Communal Cemetery Extension). Officieren bleef men nog tot maart 1918 op de gemeentelijke begraafplaats bijzetten. De extensie bleef door Britse en Portugese veldhospitalen tot april 1918 in gebruik, toen Meregem bij het Duitse lenteoffensief een tijd in Duitse handen viel.
Na de oorlog werd de uitbreiding nog vergroot door het verzamelen van graven uit de omliggende slagvelden en met graven die werden overgebracht uit Caudescure Halte Cemetery in Moerbeke.
Tijdens de Tweede Wereldoorlog werden hier ook 92 Britten begraven. Het ging vooral om gesneuvelden die vielen tijdens de Britse terugtrekking naar Duinkerke in mei 1940.
Er liggen 1.005 Britten, 3 Canadezen, 2 Australiërs, 2 Zuid-Afrikanen, 12 Duitsers en 1 Pool begraven. Voor 18 Britse slachtoffers werden Special Memorials opgericht omdat hun graven niet meer teruggevonden werden.

## Onderscheiden militairen
- majoor Paul Richards en kapitein George Edward Hill ontvingen het Military Cross (MC).
- William Frederick John, officier bij de Royal Air Force Volunteer Reserve ontving het Distinguished Flying Cross (DFC).
- Frank C. Clayton, officier bij de Royal Air Force Volunteer Reserve ontving de Distinguished Flying Medal (DFM).
- de onderofficieren J. W. Biggins, William Herbert Savage en Frank William Nathaniel Watts ontvingen de Distinguished Conduct Medal (DCM).
- compagnie sergeant-majoor H.L. Baker, sergeant Harold William Groves, korporaal P. Mead en de soldaten Wilfred Bond, J.J. Thomas, Edward Walter Triffitt en William Arthur Ayres ontvingen de Military Medal (MM).